# Радошівська сільська рада (Шумський район)
Радоші́вська сільська́ ра́да — адміністративно-територіальна одиниця та орган місцевого самоврядування в Шумському районі Тернопільської області. Адміністративний центр — село Радошівка.

## Загальні відомості
- Територія ради: 0,123 км²
- Населення ради: 428 осіб (станом на 2001 рік)

## Населені пункти
Сільській раді підпорядковані населені пункти:
- с. Радошівка

## Склад ради
Рада складається з 12 депутатів та голови.
- Голова ради: Стасюк Василь Іванович
- Секретар ради: Семенишин Світлана Порфирівна

### Керівний склад попередніх скликань
| Прізвище, ім'я, по батькові | Основні відомості                                                               | Дата обрання | Дата звільнення |
| --------------------------- | ------------------------------------------------------------------------------- | ------------ | --------------- |
| Сісюк Микола Аркадійович    | Сільський голова, 1949 року народження, безпартійний                            | 26.03.2006   | 31.10.2010      |
| Стасюк Василь Іванович      | Сільський голова, 1969 року народження, освіта середня спеціальна, безпартійний | 31.10.2010   |                 |

Примітка: таблиця складена за даними сайту Верховної Ради України

### Депутати
За результатами місцевих виборів 2010 року депутатами ради стали:

#### За суб'єктами висування
| Суб'єкт висування          | Кількість обраних депутатів | %  |
| -------------------------- | --------------------------- | -- |
| Самовисування              | 9                           | 75 |
| Громадянська партія «Пора» | 3                           | 25 |

#### За округами
| № округу                   | Прізвище, ім'я, по батькові       | Дата визнання обраним | Освіта  | Партійна приналежність                        | Відомості про обраного депутата                     |
| -------------------------- | --------------------------------- | --------------------- | ------- | --------------------------------------------- | --------------------------------------------------- |
| Громадянська партія «ПОРА» |                                   |                       |         |                                               |                                                     |
| 5                          | Безух Володимир Савович           | 04.11.2010            | середня | позапартійний                                 | Тернопіль-молоко м. Тернопіль, заготівельник молока |
| 8                          | Соловей Олександр Іванович        | 04.11.2010            | середня | позапартійний                                 | тимчасово не працює                                 |
| 9                          | Ковальчук Світлана Борисівна      | 04.11.2010            | середня | позапартійна                                  | тимчасово не працює                                 |
| Самовисування              |                                   |                       |         |                                               |                                                     |
| 1                          | Семенишин Світлана Порфирівна     | 04.11.2010            | середня | позапартійна                                  | Радошівська сільська рада, секретар                 |
| 2                          | Корнійчук Віктор Володимирович    | 04.11.2010            | середня | позапартійний                                 | тимчасово не працює                                 |
| 3                          | Терещук Анатолій Миколайович      | 04.11.2010            | середня | позапартійний                                 | тимчасово не працює                                 |
| 4                          | Шинкарук Юрій Андрійович          | 04.11.2010            | середня | позапартійний                                 | тимчасово не працює                                 |
| 6                          | Саржевський Андрій Аполінарійович | 04.11.2010            | середня | позапартійний                                 | тимчасово не працює                                 |
| 7                          | Бойчук Петро Якимович             | 04.11.2010            | середня | позапартійний                                 | тимчасово не працює                                 |
| 10                         | Рафалюк Катерина Вікторівна       | 04.11.2010            | вища    | член Всеукраїнського об'єднання «Батьківщина» | Поштове відділення с. Мізюринці, начальник          |
| 11                         | Нестерук Марія Дмитрівна          | 04.11.2010            | середня | позапартійна                                  | тимчасово не працює                                 |
| 12                         | Сосна Андрій Григорович           | 04.11.2010            | середня | позапартійний                                 | тимчасово не працює                                 |